# Kaltenbrunner Tal
Das Kaltenbrunner Tal ist ein 4,3 km langes Seitental des Speyerbachtals. Von diesem zweigt es beim Stadtviertel Schöntal von Neustadt an der Weinstraße nach Südwesten ab. Es verläuft in der Haardt, einem Mittelgebirgszug am Ostrand des Pfälzerwalds in Rheinland-Pfalz. Die unteren knapp 3 km des Tals durchfließt der Kaltenbrunnertalbach, der kurz nach dem Talausgang von rechts in den Speyerbach mündet.

## Geographische Lage
Der obere Bereich des Kaltenbrunner Tals auf den Waldgemarkungen des Neustadter Ortsteile Diedesfeld und Hambach beginnt östlich des 511,3 m hohen Sternbergs auf etwa 430 m Höhe und verläuft ungefähr von Süden nach Norden, der mittlere und untere Teil auf der Gemarkung der Neustadter Kernstadt ist weitgehend nach Nordosten gerichtet. In diesem mittleren und unteren Abschnitt fließt der Kaltenbrunnertalbach, der Talausgang liegt auf etwa 160 m Höhe.
Östlich ragt der 490,3 m hohe Nollenkopf auf, südlich die 618,7 m messende Hohe Loog. Westlich, jenseits des Sternbergs, erstreckt sich das Finstertal, in dem der Kaltenbrunnertalbach seinen Ursprung hat, und nördlich steht der 427,3 m hohe Königsberg.
Früher gehörte der obere Talabschnitt zum Gemeindewald von Hambach, bis diese Gemeinde 1969 nach Neustadt eingemeindet wurde.

## Wirtschaft
Heute ist einziges Unternehmen im Tal die Kaltenbrunner Hütte, ein Gasthaus mit Übernachtungsmöglichkeit auf der rechten Seite des Kaltenbrunnertalbachs am Übergang zum Finstertal. Ihr Standort ist als Wohnplatz Kaltenbrunnerhütte in der Liste der Orte in der kreisfreien Stadt Neustadt an der Weinstraße aufgeführt.
Einst trieb das Wasser des Bachs drei Mühlen an, die sich als „Königsmühlen“ im Besitz der Neustadter Familie Correll befanden. Davon hat nur die Hintere Königsmühle – als Nachfolgebau unter der Bezeichnung Königsmühle – überdauert. Die ursprüngliche Mühle wurde 1820 als Mahlmühle erbaut; im Jahr 1891 erfolgte der Umbau zur Naturheilanstalt Schöntal und 1894 die Erweiterung zu einem Hotel. Die heutige Königsmühle steht seit 1990 im Besitz einer Camphill-Dorfgemeinschaft, die dort eine Behinderteneinrichtung betreibt.
Die Vordere Königsmühle wurde ebenfalls 1820 als Mahlmühle errichtet und 1848 zur Papiermühle umgewandelt. Nach einem Brand im Jahr 1883 wurde sie abgerissen. Aktuell finden sich nur noch geringe Mauerreste etwa 200 m unterhalb der heutigen Königsmühle.
Die älteste Mühle war die schon 1727 errichtete Sägmühle am Königsberg am Eingang des Tals nahe der Mündung des Kaltenbrunnertalbachs. Um 1800 wurde sie zur Papiermühle, 1816 zur Papierfabrik und später zur Tuchfabrik umgebaut. Als Oehlert’sche Tuchfabrik wurde sie in den 1970er Jahren stillgelegt. Heute ist dieses Industriedenkmal eine gehobene Wohnanlage mit Loftwohnungen.
Von einstiger Fischwirtschaft zeugen einige angestaute Weiher im unteren Finstertal. Derjenige an der Grenze zum Kaltenbrunner Tal trägt den Namen Bischofsweiher. Die Stillgewässer werden vom Angelsportverein Neustadt an der Weinstraße betreut.

## Sehenswürdigkeiten

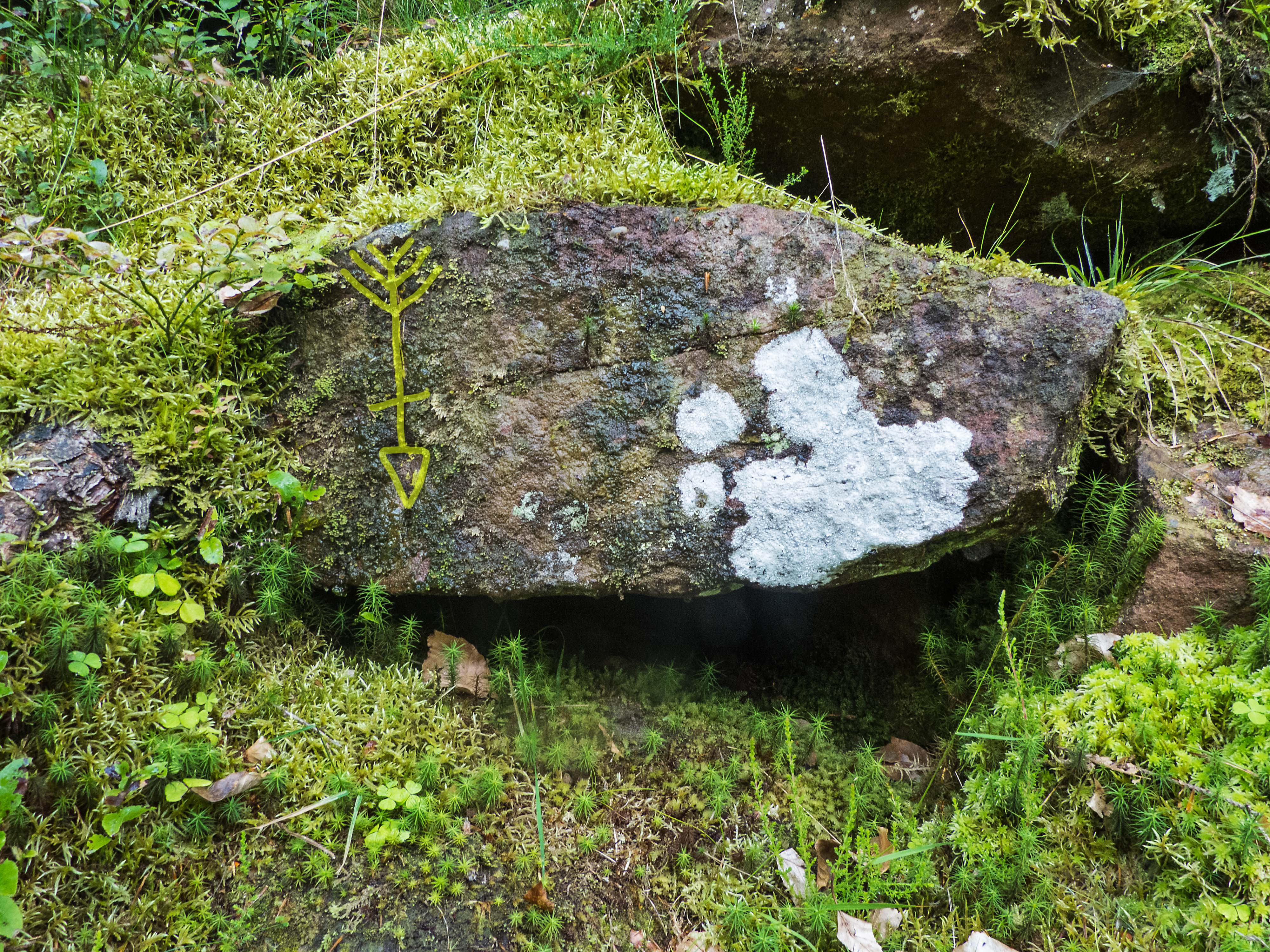
Windloch
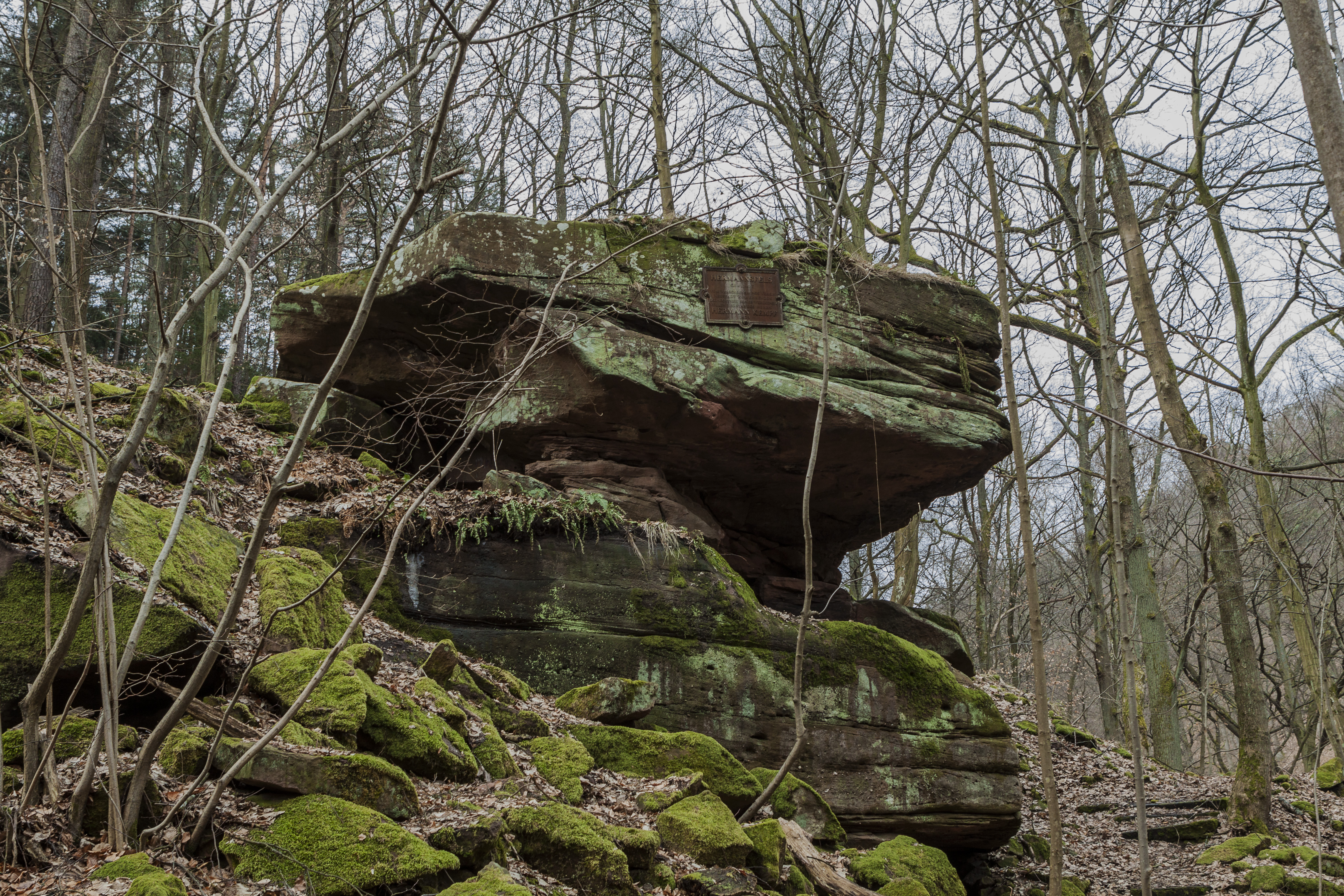
Hermannsfels
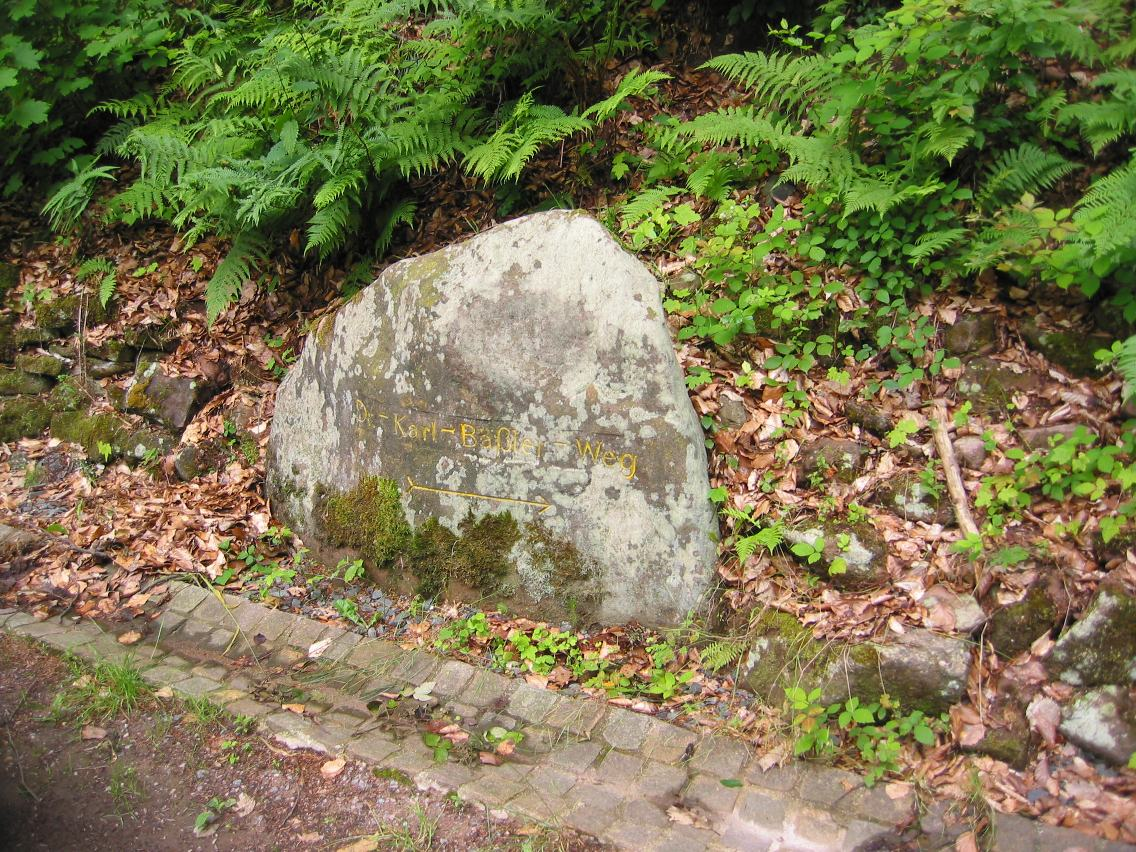
Ritterstein 249

100 m nordöstlich der Kaltenbrunner Hütte liegt am Hang rechts oberhalb des Bachs der Kalte Brunnen; sein Wasser erreicht nach wenigen Metern den Kaltenbrunnertalbach. Die Felsformation Windloch  50 m westlich der Hütte ist als Naturdenkmal eingestuft, 1 km ostnordöstlich ragt aus dem Hang rechts des Bachs der Hermannsfels , der ebenfalls ein Naturdenkmal ist.
Im Kaltenbrunner Tal stehen die Rittersteine 249  (bei der Königsmühle) und 250  (bei der Kaltenbrunner Hütte). Sie tragen beide die Aufschrift Dr.-Karl-Bäßler-Weg und markieren – zum Andenken an einen langjährigen Vorsitzenden des Naturschutzvereins Pollichia – den Fußweg am Kaltenbrunnerbach entlang.

## Verkehr und Tourismus
Bis hinauf zur Kaltenbrunner Hütte ist das Tal mit Kraftfahrzeugen befahrbar. Die Zufahrt erfolgt über die Kreisstraße 3. Diese zweigt als Schöntalstraße im Westen von Neustadt von der Bundesstraße 39 ab, die hier Talstraße heißt. Die K 3 verläuft durch das Kaltenbrunner Tal am Bach aufwärts, passiert die Königsmühle und endet nach knapp 3 km bei der Kaltenbrunner Hütte. Dort befindet sich ein Wandererparkplatz.
Nächstgelegene Bushaltestelle ist Heid & Co der Linie 517 des Unternehmens Busverkehr Imfeld im Verkehrsverbund Rhein-Neckar.
An der Kaltenbrunner Hütte führen mehrere Wanderwege vorbei:
- Zuweg zum Naturfreundehaus Heidenbrunnertal, Markierung: Grünes N mit rotem Pfeil[8]
- Bexbach – Ludwigshafen am Rhein, Markierung: Grün-gelbes Kreuz[9]
- Kirchheimbolanden – Pirmasens, Markierung: Blau-roter Balken
- Ramsen – Schönau (Pfalz), Markierung: Blau-weißer Balken
- Kaiserslautern – Speyer, Markierung: Weiß-roter Balken
- Lieselottensteig, Wanderpfad über den Bergrücken der 560,6 m hohen Platte, Markierung: Gelber Punkt[10]